# Coupe de la Ligue anglaise de football 2022-2023
Navigation
Édition précédente Édition suivante
La Coupe de la Ligue anglaise 2022-2023 est la 63e édition de la compétition. Le vainqueur est qualifié pour les barrages de la Ligue Europa Conférence 2023-2024.
Le premier tour commence le 9 août 2022 et la finale est prévue le 26 février 2023, à Wembley. La dernière édition a vu Liverpool FC remporter son 9e titre contre Chelsea FC.

## Clubs participants
En tout, 92 clubs (Premier League, Championship, League One et League Two) participent à cette édition.

### Distribution
La coupe est organisée de telle façon qu'il ne reste que 32 clubs au 3e tour. 70 des 72 clubs de l'English Football League (niveaux 2 à 4) entrent en lice au 1er tour. Au 2e tour, les 13 clubs de Premier League non engagés dans des compétitions européennes, ainsi que les 18e et 19e de Premier League 2021-2022 entrent en lice. Au 3e tour, les clubs de Premier League européens font leurs débuts dans la compétition.
| Clubs de Premier League (20) |
| arrivent au 3e tour          |
| ---------------------------- |
| Manchester City              |
| Liverpool FC T               |
| Chelsea FC                   |
| Tottenham Hotspur            |
| Arsenal FC                   |
| Manchester United            |
| West Ham United              |
| arrivent au 2e tour          |
| Leicester City               |
| Brighton & Hove Albion       |
| Wolverhampton Wanderers      |
| Newcastle United             |
| Crystal Palace               |
| Brentford FC                 |
| Aston Villa                  |
| Southampton FC               |
| Everton FC                   |
| Leeds United                 |
| Fulham FC                    |
| AFC Bournemouth              |
| Nottingham Forest            |

| Clubs de Championship (24) |
| arrivent au 2e tour        |
| -------------------------- |
| Burnley FC                 |
| Watford FC                 |
| arrivent au 1er tour       |
| Norwich City               |
| Huddersfield Town          |
| Sheffield United           |
| Luton Town                 |
| Middlesbrough FC           |
| Blackburn Rovers           |
| Millwall FC                |
| West Bromwich Albion       |
| Queens Park Rangers        |
| Coventry City              |
| Preston North End          |
| Stoke City                 |
| Swansea City               |
| Blackpool FC               |
| Bristol City               |
| Cardiff City               |
| Hull City                  |
| Birmingham City            |
| Reading FC                 |
| Wigan Athletic             |
| Rotherham United           |
| Sunderland AFC             |

| Clubs de League One (24) |
| arrivent au 1er tour     |
| ------------------------ |
| Peterborough United      |
| Derby County             |
| Barnsley FC              |
| Milton Keynes Dons       |
| Sheffield Wednesday      |
| Wycombe Wanderers        |
| Plymouth Argyle          |
| Oxford United            |
| Bolton Wanderers         |
| Portsmouth FC            |
| Ipswich Town             |
| Accrington Stanley       |
| Charlton Athletic        |
| Cambridge United         |
| Cheltenham Town          |
| Burton Albion            |
| Lincoln City             |
| Shrewsbury Town          |
| Morecambe FC             |
| Fleetwood Town           |
| Forest Green Rovers      |
| Exeter City              |
| Bristol Rovers           |
| Port Vale                |

| Clubs de League Two (24) |
| arrivent au 1er tour     |
| ------------------------ |
| Gillingham FC            |
| Doncaster Rovers         |
| AFC Wimbledon            |
| Crewe Alexandra          |
| Northampton Town         |
| Swindon Town             |
| Mansfield Town           |
| Sutton United            |
| Tranmere Rovers          |
| Salford City             |
| Newport County           |
| Crawley Town             |
| Leyton Orient            |
| Bradford City            |
| Colchester United        |
| Walsall                  |
| Hartlepool United        |
| Rochdale AFC             |
| Harrogate Town           |
| Carlisle United          |
| Stevenage                |
| Barrow AFC               |
| Stockport County         |
| Grimsby Town             |

## Calendrier
Les clubs participants rentrent tout au long de la compétition selon leur niveau. Au total, 92 clubs participent à cette édition.
| Tour                                                                                               | Nom                             | Dates retenues                           | Équipes entrantes | Équipes participantes | Équipes gagnantes |
| (2022)                                                                                             |                                 |                                          |                   |                       |                   |
| Entrée des 70 clubs de Championship, League One et League Two                                      |                                 |                                          |                   |                       |                   |
| 1                                                                                                  | Premier tour                    | mardi 9 et mercredi 10 août              | 70                | 70                    | 35                |
| Entrée des 13 clubs non-européens de Premier League et les deux meilleurs relégués de Championship |                                 |                                          |                   |                       |                   |
| 2                                                                                                  | Deuxième tour                   | mardi 23 et mercredi 24 août             | 15                | 50                    | 25                |
| Entrée des 7 clubs européens de Premier League                                                     |                                 |                                          |                   |                       |                   |
| 3                                                                                                  | Troisième tour (1/16 de finale) | mardi 8, mercredi 9 et jeudi 10 novembre | 7                 | 32                    | 16                |
| 4                                                                                                  | Quatrième tour (1/8 de finale)  | lundi 19 décembre                        | -                 | 16                    | 8                 |
| (2023)                                                                                             |                                 |                                          |                   |                       |                   |
| 5                                                                                                  | Cinquième tour (1/4 de finale)  | lundi 9 janvier                          | -                 | 8                     | 4                 |
| 12                                                                                                 | Demi-finales (aller)            | lundi 23 janvier                         | -                 | 4                     | -                 |
| 13                                                                                                 | Demi-finales (retour)           | lundi 30 janvier                         | -                 | 4                     | 2                 |
| 14                                                                                                 | Finale au Stade de Wembley      | dimanche 26 février                      | -                 | 2                     | 1                 |

## Résultats

### Premier tour
Le tirage au sort de ce tour est divisé sur une base géographique en sections « nord » et « sud ». Les équipes sont opposées à une équipe de la même section.

#### Section nord
| 9 août 2022 | Shrewsbury Town (3)                  | 3 - 2   | Carlisle United (4)        |                                                                            |                                                                            |
| 20h30       | Leahy 45+1e · Udoh 75e · Dunkley 86e | (1 - 1) | 13e Edmondson · 81e Dennis | New Meadow, Shrewsbury Spectateurs : 2 269 Arbitrage : Christopher Pollard | New Meadow, Shrewsbury Spectateurs : 2 269 Arbitrage : Christopher Pollard |
| 20h30       | Rapport                              |         |                            | New Meadow, Shrewsbury Spectateurs : 2 269 Arbitrage : Christopher Pollard | New Meadow, Shrewsbury Spectateurs : 2 269 Arbitrage : Christopher Pollard |

| 9 août 2022 | Accrington Stanley (3)                                                                                | 2 - 2 11 - 12 t. a. b. | Tranmere Rovers (4) |                                                                       |                                                                       |
| 20h45       | Adedoyin 37e · Astley 39e                                                                             | (2 - 0)                | 62e Hawkes · 90+3e (csc) Astley                                                                                                   | Crown Ground, Accrington Spectateurs : 1 035 Arbitrage : Robert Lewis | Crown Ground, Accrington Spectateurs : 1 035 Arbitrage : Robert Lewis |
| 20h45       | Rapport                                                                                               |                        | | Crown Ground, Accrington Spectateurs : 1 035 Arbitrage : Robert Lewis | Crown Ground, Accrington Spectateurs : 1 035 Arbitrage : Robert Lewis |
| 20h45       | McConville · Whalley · Pritchard · Astley · Pell · Clark · Woods · Coyle · Sangare · Rodgers · Jensen | Tirs au but 11 - 12    | Hemmings · Hawkes · Hughes · Lewis · Robinson · McAlear · Byrne · Dacres-Cogley · Bristow · Mumbongo · Hewelt · Hemmings · Hawkes | Crown Ground, Accrington Spectateurs : 1 035 Arbitrage : Robert Lewis | Crown Ground, Accrington Spectateurs : 1 035 Arbitrage : Robert Lewis |

| 9 août 2022 | Blackpool FC (2)                               | 0 - 0 3 - 4 t. a. b. | Barrow AFC (4)                        |                                                                        |                                                                        |
| 20h45       |                                                | (0 - 0)              |                                       | Bloomfield Road, Blackpool Spectateurs : 4 972 Arbitrage : Ben Speedie | Bloomfield Road, Blackpool Spectateurs : 4 972 Arbitrage : Ben Speedie |
| 20h45       | Rapport                                        |                      |                                       | Bloomfield Road, Blackpool Spectateurs : 4 972 Arbitrage : Ben Speedie | Bloomfield Road, Blackpool Spectateurs : 4 972 Arbitrage : Ben Speedie |
| 20h45       | Connolly · Husband · Lubala · Lavery · Fiorini | Tirs au but 3 - 4    | Rooney · Kay · Waters · Brough · Neal | Bloomfield Road, Blackpool Spectateurs : 4 972 Arbitrage : Ben Speedie | Bloomfield Road, Blackpool Spectateurs : 4 972 Arbitrage : Ben Speedie |

| 9 août 2022 | Bolton Wanderers (3)                                                     | 5 - 1   | Salford City (4)  |                                                                                   |                                                                                   |
| 20h45       | Kachunga 31e · Böðvarsson 42e · Sadlier 61e · Bradley 77e · Afolayan 86e | (2 - 1) | 23e Thomas-Asante | University of Bolton Stadium, Horwich Spectateurs : 6 505 Arbitrage : John Brooks | University of Bolton Stadium, Horwich Spectateurs : 6 505 Arbitrage : John Brooks |
| 20h45       | Rapport                                                                  |         |                   | University of Bolton Stadium, Horwich Spectateurs : 6 505 Arbitrage : John Brooks | University of Bolton Stadium, Horwich Spectateurs : 6 505 Arbitrage : John Brooks |

| 9 août 2022 | Bradford City (4) | 2 - 1   | Hull City (2)   |                                                                            |                                                                            |
| 20h45       | Cook 39e 44e      | (2 - 1) | 24e (csc) Lewis | Valley Parade, Bradford Spectateurs : 5 394 Arbitrage : Seb Stockingbridge | Valley Parade, Bradford Spectateurs : 5 394 Arbitrage : Seb Stockingbridge |
| 20h45       | Rapport           |         |                 | Valley Parade, Bradford Spectateurs : 5 394 Arbitrage : Seb Stockingbridge | Valley Parade, Bradford Spectateurs : 5 394 Arbitrage : Seb Stockingbridge |

| 9 août 2022 | Doncaster Rovers (4) | 0 - 3   | Lincoln City (3)                      |                                                                                |                                                                                |
| 20h45       |                      | (0 - 1) | 12e Kendall · 47e Bishop · 61e Scully | Eco-Power Stadium, Doncaster Spectateurs : 4 006 Arbitrage : Anthony Backhouse | Eco-Power Stadium, Doncaster Spectateurs : 4 006 Arbitrage : Anthony Backhouse |
| 20h45       | Rapport              |         |                                       | Eco-Power Stadium, Doncaster Spectateurs : 4 006 Arbitrage : Anthony Backhouse | Eco-Power Stadium, Doncaster Spectateurs : 4 006 Arbitrage : Anthony Backhouse |

| 9 août 2022 | Fleetwood Town (3) | 1 - 0   | Wigan Athletic (2) |                                                                               |                                                                               |
| 20h45       | Garner 24e         | (1 - 0) |                    | Highbury Stadium, Fleetwood Spectateurs : 1 761 Arbitrage : Michael Salisbury | Highbury Stadium, Fleetwood Spectateurs : 1 761 Arbitrage : Michael Salisbury |
| 20h45       | Rapport            |         |                    | Highbury Stadium, Fleetwood Spectateurs : 1 761 Arbitrage : Michael Salisbury | Highbury Stadium, Fleetwood Spectateurs : 1 761 Arbitrage : Michael Salisbury |

| 9 août 2022 | Grimsby Town (4)                                   | 4 - 0   | Crewe Alexandra (4) |                                                                         |                                                                         |
| 20h45       | Waterfall 13e · Green 34e · Smith 56e · Wearne 86e | (2 - 0) |                     | Blundell Park, Cleethorpes Spectateurs : 2 802 Arbitrage : Adam Herczeg | Blundell Park, Cleethorpes Spectateurs : 2 802 Arbitrage : Adam Herczeg |
| 20h45       | Rapport                                            |         |                     | Blundell Park, Cleethorpes Spectateurs : 2 802 Arbitrage : Adam Herczeg | Blundell Park, Cleethorpes Spectateurs : 2 802 Arbitrage : Adam Herczeg |

| 9 août 2022 | Harrogate Town (4) | 0 - 1   | Stockport County (4) |                                                                      |                                                                      |
| 20h45       |                    | (0 - 0) | 53e (pen.) Jennings  | Wetherby Road, Harrogate Spectateurs : 1 534 Arbitrage : Thomas Kirk | Wetherby Road, Harrogate Spectateurs : 1 534 Arbitrage : Thomas Kirk |
| 20h45       | Rapport            |         |                      | Wetherby Road, Harrogate Spectateurs : 1 534 Arbitrage : Thomas Kirk | Wetherby Road, Harrogate Spectateurs : 1 534 Arbitrage : Thomas Kirk |

| 9 août 2022 | Huddersfield Town (2) | 1 - 4   | Preston North End (2)                   |                                                                               |                                                                               |
| 20h45       | Rhodes 67e            | (0 - 3) | 6e Parrott · 20e 30e McCann · 51e Potts | John Smith's Stadium, Huddersfield Spectateurs : 5 550 Arbitrage : Ross Joyce | John Smith's Stadium, Huddersfield Spectateurs : 5 550 Arbitrage : Ross Joyce |
| 20h45       | Rapport               |         |                                         | John Smith's Stadium, Huddersfield Spectateurs : 5 550 Arbitrage : Ross Joyce | John Smith's Stadium, Huddersfield Spectateurs : 5 550 Arbitrage : Ross Joyce |

| 9 août 2022 | Mansfield Town (4) | 1 - 2   | Derby County (3)                  |                                                                           |                                                                           |
| 20h45       | Hawkins 56e        | (0 - 1) | 30e (csc) Hewitt · 69e Barkhuizen | One Call Stadium,Mansfield Spectateurs : 6 861 Arbitrage : Andrew Kitchen | One Call Stadium,Mansfield Spectateurs : 6 861 Arbitrage : Andrew Kitchen |
| 20h45       | Rapport            |         |                                   | One Call Stadium,Mansfield Spectateurs : 6 861 Arbitrage : Andrew Kitchen | One Call Stadium,Mansfield Spectateurs : 6 861 Arbitrage : Andrew Kitchen |

| 9 août 2022 | Morecambe FC (3)                             | 0 - 0 5 - 3 t. a. b. | Stoke City (3)                      |                                                                       |                                                                       |
| 20h45       |                                              | (0 - 0)              |                                     | Mazuma Stadium, Morecambe Spectateurs : 2 806 Arbitrage : Andy Haines | Mazuma Stadium, Morecambe Spectateurs : 2 806 Arbitrage : Andy Haines |
| 20h45       | Rapport                                      |                      |                                     | Mazuma Stadium, Morecambe Spectateurs : 2 806 Arbitrage : Andy Haines | Mazuma Stadium, Morecambe Spectateurs : 2 806 Arbitrage : Andy Haines |
| 20h45       | Connolly · Obika · Watts · Love · McLoughlin | Tirs au but 5 - 3    | Fox · Smallbone · Clucas · Thompson | Mazuma Stadium, Morecambe Spectateurs : 2 806 Arbitrage : Andy Haines | Mazuma Stadium, Morecambe Spectateurs : 2 806 Arbitrage : Andy Haines |

| 9 août 2022 | Rochdale AFC (4) | 2 - 0   | Burton Albion (3) |                                                                         |                                                                         |
| 20h45       | Ball 86e (pen.)  | (0 - 0) | 90+4e Rodney      | Spotland Stadium, Rochdale Spectateurs : 1 601 Arbitrage : Scott Oldham | Spotland Stadium, Rochdale Spectateurs : 1 601 Arbitrage : Scott Oldham |
| 20h45       | Rapport          |         |                   | Spotland Stadium, Rochdale Spectateurs : 1 601 Arbitrage : Scott Oldham | Spotland Stadium, Rochdale Spectateurs : 1 601 Arbitrage : Scott Oldham |

| 10 août 2022 | Blackburn Rovers (2)                                  | 4 - 0   | Hartlepool United (4) |                                                                  |                                                                  |
| 20h45        | S. Wharton 32e · Dack 47e · Dolan 51e · Markanday 73e | (1 - 0) |                       | Ewood Park, Blackburn Spectateurs : 6 844 Arbitrage : James Bell | Ewood Park, Blackburn Spectateurs : 6 844 Arbitrage : James Bell |
| 20h45        | Rapport                                               |         |                       | Ewood Park, Blackburn Spectateurs : 6 844 Arbitrage : James Bell | Ewood Park, Blackburn Spectateurs : 6 844 Arbitrage : James Bell |

| 10 août 2022 | Middlesbrough FC (2) | 0 - 1 | Barnsley FC (3) |                                                                            |                                                                            |
| 20h45        |                      |       | 90+3e Benson    | Riverside Stadium, Middlesbrough Spectateurs : 9 137 Arbitrage : Ben Toner | Riverside Stadium, Middlesbrough Spectateurs : 9 137 Arbitrage : Ben Toner |
| 20h45        | Rapport              |       |                 | Riverside Stadium, Middlesbrough Spectateurs : 9 137 Arbitrage : Ben Toner | Riverside Stadium, Middlesbrough Spectateurs : 9 137 Arbitrage : Ben Toner |

| 10 août 2022 | Port Vale (3) | 1 - 2   | Rotherham United (2)       |                                                                 |                                                                 |
| 20h45        | Benning 81e   | (0 - 2) | 8e Rathbone · 45+4e Ogbene | Vale Park, Burslem Spectateurs : 3 094 Arbitrage : Bobby Madden | Vale Park, Burslem Spectateurs : 3 094 Arbitrage : Bobby Madden |
| 20h45        | Rapport       |         |                            | Vale Park, Burslem Spectateurs : 3 094 Arbitrage : Bobby Madden | Vale Park, Burslem Spectateurs : 3 094 Arbitrage : Bobby Madden |

| 10 août 2022 | Sheffield Wednesday (3) | 2 - 0   | Sunderland AFC (2) |                                                                            |                                                                            |
| 20h45        | Adeniran 16e · Sow 56e  | (1 - 0) |                    | Hillsborough Stadium, Sheffield Spectateurs : 8 412 Arbitrage : Tom Reeves | Hillsborough Stadium, Sheffield Spectateurs : 8 412 Arbitrage : Tom Reeves |
| 20h45        | Rapport                 |         |                    | Hillsborough Stadium, Sheffield Spectateurs : 8 412 Arbitrage : Tom Reeves | Hillsborough Stadium, Sheffield Spectateurs : 8 412 Arbitrage : Tom Reeves |

| 11 août 2022 | West Bromwich Albion (2) | 1 - 0   | Sheffield United (2) |                                                                         |                                                                         |
| 21h00        | Grant 73e                | (0 - 0) |                      | The Hawthorns, West Bromwich Spectateurs : 6 747 Arbitrage : David Webb | The Hawthorns, West Bromwich Spectateurs : 6 747 Arbitrage : David Webb |
| 21h00        | Rapport                  |         |                      | The Hawthorns, West Bromwich Spectateurs : 6 747 Arbitrage : David Webb | The Hawthorns, West Bromwich Spectateurs : 6 747 Arbitrage : David Webb |

#### Section sud
| 9 août 2022 | Cambridge United (3) | 1 - 0   | Millwall FC (2) |                                                                             |                                                                             |
| 20h45       | O'Neil 59e           | (0 - 0) |                 | Abbey Stadium, Cambridge Spectateurs : 3 368 Arbitrage : Charles Breakspear | Abbey Stadium, Cambridge Spectateurs : 3 368 Arbitrage : Charles Breakspear |
| 20h45       | Rapport              |         |                 | Abbey Stadium, Cambridge Spectateurs : 3 368 Arbitrage : Charles Breakspear | Abbey Stadium, Cambridge Spectateurs : 3 368 Arbitrage : Charles Breakspear |

| 9 août 2022 | AFC Wimbledon (4) | 0 - 2   | Gillingham FC (4)         |                                                                 |                                                                 |
| 20h45       |                   | (0 - 0) | 90e Mandron · 90+2e Green | Plough Lane, Merton Spectateurs : 3 008 Arbitrage : Craig Hicks | Plough Lane, Merton Spectateurs : 3 008 Arbitrage : Craig Hicks |
| 20h45       | Rapport           |         |                           | Plough Lane, Merton Spectateurs : 3 008 Arbitrage : Craig Hicks | Plough Lane, Merton Spectateurs : 3 008 Arbitrage : Craig Hicks |

| 9 août 2022 | Cardiff City (2) | 0 - 3   | Portsmouth FC (3)                           |                                                                          |                                                                          |
| 20h45       |                  | (0 - 0) | 58e Pigott · 68e (pen.) Curtis · 72e Bishop | Cardiff City Stadium, Cardiff Spectateurs : 6 303 Arbitrage : Lee Swabey | Cardiff City Stadium, Cardiff Spectateurs : 6 303 Arbitrage : Lee Swabey |
| 20h45       | Rapport          |         |                                             | Cardiff City Stadium, Cardiff Spectateurs : 6 303 Arbitrage : Lee Swabey | Cardiff City Stadium, Cardiff Spectateurs : 6 303 Arbitrage : Lee Swabey |

| 9 août 2022 | Charlton Athletic (3)                        | 1 - 1 5 - 3 t. a. b. | Queens Park Rangers (2)                |                                                                     |                                                                     |
| 20h45       | Henry 90e                                    | (0 - 0)              | 80e Roberts                            | The Valley, Charlton Spectateurs : 5 629 Arbitrage : Stuart Attwell | The Valley, Charlton Spectateurs : 5 629 Arbitrage : Stuart Attwell |
| 20h45       | Rapport                                      |                      |                                        | The Valley, Charlton Spectateurs : 5 629 Arbitrage : Stuart Attwell | The Valley, Charlton Spectateurs : 5 629 Arbitrage : Stuart Attwell |
| 20h45       | Stockley · Kirk · Morgan · Henry · O'Connell | Tirs au but 5 - 3    | Johansen · Roberts · Shodipo · Dozzell | The Valley, Charlton Spectateurs : 5 629 Arbitrage : Stuart Attwell | The Valley, Charlton Spectateurs : 5 629 Arbitrage : Stuart Attwell |

| 9 août 2022 | Cheltenham Town (3) | 0 - 7   | Exeter City (3)                                                              |                                                                      |                                                                      |
| 20h45       |                     | (0 - 5) | 23e 35e Nombe · 26e Collins · 28e Jay · 45+1e Sparkes · 50e Kite · 84e Coley | Whaddon Road, Cheltenham Spectateurs : 2 552 Arbitrage : Will Finnie | Whaddon Road, Cheltenham Spectateurs : 2 552 Arbitrage : Will Finnie |
| 20h45       | Rapport             |         |                                                                              | Whaddon Road, Cheltenham Spectateurs : 2 552 Arbitrage : Will Finnie | Whaddon Road, Cheltenham Spectateurs : 2 552 Arbitrage : Will Finnie |

| 9 août 2022 | Crawley Town (4) | 1 - 0   | Bristol Rovers (3) |                                                                        |                                                                        |
| 20h45       | Nichols 73e      | (0 - 0) |                    | Broadfield Stadium, Crawley Spectateurs : 1 860 Arbitrage : David Rock | Broadfield Stadium, Crawley Spectateurs : 1 860 Arbitrage : David Rock |
| 20h45       | Rapport          |         |                    | Broadfield Stadium, Crawley Spectateurs : 1 860 Arbitrage : David Rock | Broadfield Stadium, Crawley Spectateurs : 1 860 Arbitrage : David Rock |

| 9 août 2022 | Forest Green Rovers (3) | 2 - 0   | Leyton Orient (4) |                                                                       |                                                                       |
| 20h45       | Little 17e 50e          | (1 - 0) |                   | The New Lawn, Nailsworth Spectateurs : 1 055 Arbitrage : James Oldham | The New Lawn, Nailsworth Spectateurs : 1 055 Arbitrage : James Oldham |
| 20h45       | Rapport                 |         |                   | The New Lawn, Nailsworth Spectateurs : 1 055 Arbitrage : James Oldham | The New Lawn, Nailsworth Spectateurs : 1 055 Arbitrage : James Oldham |

| 9 août 2022 | Ipswich Town (3) | 0 - 1   | Colchester United (4) |                                                                    |                                                                    |
| 20h45       |                  | (0 - 0) | 29e Hannant           | Portman Road, Ipswich Spectateurs : 11 654 Arbitrage : Sam Purkiss | Portman Road, Ipswich Spectateurs : 11 654 Arbitrage : Sam Purkiss |
| 20h45       | Rapport          |         |                       | Portman Road, Ipswich Spectateurs : 11 654 Arbitrage : Sam Purkiss | Portman Road, Ipswich Spectateurs : 11 654 Arbitrage : Sam Purkiss |

| 9 août 2022 | Luton Town (2)                 | 2 - 3   | Newport County (4)                  |                                                                    |                                                                    |
| 20h45       | Mendes Gomes 30e · Lockyer 50e | (1 - 1) | 36e Collins · 52e Zimba · 76e Waite | Kenilworth Road, Luton Spectateurs : 3 827 Arbitrage : Ollie Yates | Kenilworth Road, Luton Spectateurs : 3 827 Arbitrage : Ollie Yates |
| 20h45       | Rapport                        |         |                                     | Kenilworth Road, Luton Spectateurs : 3 827 Arbitrage : Ollie Yates | Kenilworth Road, Luton Spectateurs : 3 827 Arbitrage : Ollie Yates |

| 9 août 2022 | Milton Keynes Dons (3) | 1 - 0   | Sutton United (4) |                                                                              |                                                                              |
| 20h45       | Grant 41e              | (1 - 0) |                   | Stadium MK, Milton Keynes Spectateurs : 2 263 Arbitrage : Charles Breakspear | Stadium MK, Milton Keynes Spectateurs : 2 263 Arbitrage : Charles Breakspear |
| 20h45       | Rapport                |         |                   | Stadium MK, Milton Keynes Spectateurs : 2 263 Arbitrage : Charles Breakspear | Stadium MK, Milton Keynes Spectateurs : 2 263 Arbitrage : Charles Breakspear |

| 9 août 2022 | Northampton Town (4) | 1 - 2   | Wycombe Wanderers (3)     |                                                                          |                                                                          |
| 20h45       | Appéré 76e (pen.)    | (0 - 2) | 28e Jacobson · 34e Mellor | Sixfields Stadium, Northampton Spectateurs : 2 711 Arbitrage : Tom Nield | Sixfields Stadium, Northampton Spectateurs : 2 711 Arbitrage : Tom Nield |
| 20h45       | Rapport              |         |                           | Sixfields Stadium, Northampton Spectateurs : 2 711 Arbitrage : Tom Nield | Sixfields Stadium, Northampton Spectateurs : 2 711 Arbitrage : Tom Nield |

| 9 août 2022 | Norwich City (2)                          | 2 - 2 4 - 2 t. a. b. | Birmingham City (2)              |                                                                      |                                                                      |
| 20h45       | Sinani 45+1e · Sørensen 45+3e             | (2 - 0)              | 53e Leko · 77e (csc) Tomkinson   | Carrow Road, Norwich Spectateurs : 18 971 Arbitrage : Samuel Barrott | Carrow Road, Norwich Spectateurs : 18 971 Arbitrage : Samuel Barrott |
| 20h45       | Rapport                                   |                      |                                  | Carrow Road, Norwich Spectateurs : 18 971 Arbitrage : Samuel Barrott | Carrow Road, Norwich Spectateurs : 18 971 Arbitrage : Samuel Barrott |
| 20h45       | McLean · Gibbs · Sinani · Núñez · Sargent | Tirs au but 4 - 2    | Cosgrove · Graham · Leko · James | Carrow Road, Norwich Spectateurs : 18 971 Arbitrage : Samuel Barrott | Carrow Road, Norwich Spectateurs : 18 971 Arbitrage : Samuel Barrott |

| 9 août 2022 | Oxford United (3)                                 | 2 - 2 5 - 3 t. a. b. | Swansea City (2)       |                                                                       |                                                                       |
| 20h45       | Rodríguez 72e · Brannagan 90+3e                   | (0 - 2)              | 8e Fulton · 25e Cullen | Kassam Stadium, Oxford Spectateurs : 4 373 Arbitrage : Thomas Bramall | Kassam Stadium, Oxford Spectateurs : 4 373 Arbitrage : Thomas Bramall |
| 20h45       | Rapport                                           |                      |                        | Kassam Stadium, Oxford Spectateurs : 4 373 Arbitrage : Thomas Bramall | Kassam Stadium, Oxford Spectateurs : 4 373 Arbitrage : Thomas Bramall |
| 20h45       | Browne · Rodríguez · McGuane · Spasov · Brannagan | Tirs au but 5 - 3    |                        | Kassam Stadium, Oxford Spectateurs : 4 373 Arbitrage : Thomas Bramall | Kassam Stadium, Oxford Spectateurs : 4 373 Arbitrage : Thomas Bramall |

| 9 août 2022 | Walsall FC (4)                   | 2 - 0   | Swindon Town (4) |                                                                        |                                                                        |
| 20h45       | Johnson 80e (pen.) · Abraham 81e | (0 - 0) |                  | Bescot Stadium, Walsall Spectateurs : 2 889 Arbitrage : Thomas Parsons | Bescot Stadium, Walsall Spectateurs : 2 889 Arbitrage : Thomas Parsons |
| 20h45       | Rapport                          |         |                  | Bescot Stadium, Walsall Spectateurs : 2 889 Arbitrage : Thomas Parsons | Bescot Stadium, Walsall Spectateurs : 2 889 Arbitrage : Thomas Parsons |

| 9 août 2022 | Reading FC (2)    | 1 - 2   | Stevenage FC (4)      |                                                                      |                                                                      |
| 21h00       | Ehibhatiomhan 63e | (0 - 1) | 10e Earley · 89e Rose | Madejski Stadium, Reading Spectateurs : 4 230 Arbitrage : Carl Brook | Madejski Stadium, Reading Spectateurs : 4 230 Arbitrage : Carl Brook |
| 21h00       | Rapport           |         |                       | Madejski Stadium, Reading Spectateurs : 4 230 Arbitrage : Carl Brook | Madejski Stadium, Reading Spectateurs : 4 230 Arbitrage : Carl Brook |

| 10 août 2022 | Coventry City (3) | 1 - 4   | Bristol City (2)                              |                                                                                 |                                                                                 |
| 20h45        | Allen 62e         | (0 - 3) | 12e Naismith · 18e 30e Conway · 90+4e Weimann | Pirelli Stadium, Burton upon Trent Spectateurs : 2 680 Arbitrage : Peter Wright | Pirelli Stadium, Burton upon Trent Spectateurs : 2 680 Arbitrage : Peter Wright |
| 20h45        | Rapport           |         |                                               | Pirelli Stadium, Burton upon Trent Spectateurs : 2 680 Arbitrage : Peter Wright | Pirelli Stadium, Burton upon Trent Spectateurs : 2 680 Arbitrage : Peter Wright |

| 10 août 2022 | Plymouth Argyle (3) | 0 - 2   | Peterborough United (3)  |                                                                 |                                                                 |
| 20h45        |                     | (0 - 1) | 28e Jones · 90+3e Taylor | Home Park, Plymouth Spectateurs : 6 089 Arbitrage : Allan Young | Home Park, Plymouth Spectateurs : 6 089 Arbitrage : Allan Young |
| 20h45        | Rapport             |         |                          | Home Park, Plymouth Spectateurs : 6 089 Arbitrage : Allan Young | Home Park, Plymouth Spectateurs : 6 089 Arbitrage : Allan Young |

### Deuxième tour

#### Section nord
| 23 août 2022 | Sheffield Wednesday (3)                     | 3 - 0   | Rochdale AFC (4) |                                                                           |                                                                           |
| 20h30        | Brown 23e · Dele-Bashiru 36e · Adeniran 44e | (3 - 0) |                  | Hillsborough Stadium, Sheffield Spectateurs : 9 045 Arbitrage : Ben Toner | Hillsborough Stadium, Sheffield Spectateurs : 9 045 Arbitrage : Ben Toner |
| 20h30        | Rapport                                     |         |                  | Hillsborough Stadium, Sheffield Spectateurs : 9 045 Arbitrage : Ben Toner | Hillsborough Stadium, Sheffield Spectateurs : 9 045 Arbitrage : Ben Toner |

| 23 août 2022 | Shrewsbury Town (3) | 0 - 1 5 - 4 t. a. b. | Burnley FC (2) |                                                                     |                                                                     |
| 20h30        |                     | (0 - 0)              | 50e Bastien    | New Meadow, Shrewsbury Spectateurs : 3 819 Arbitrage : Bobby Madden | New Meadow, Shrewsbury Spectateurs : 3 819 Arbitrage : Bobby Madden |
| 20h30        | Rapport             |                      |                | New Meadow, Shrewsbury Spectateurs : 3 819 Arbitrage : Bobby Madden | New Meadow, Shrewsbury Spectateurs : 3 819 Arbitrage : Bobby Madden |
| 20h30        | Tirs au but 5 - 4   |                      |                | New Meadow, Shrewsbury Spectateurs : 3 819 Arbitrage : Bobby Madden | New Meadow, Shrewsbury Spectateurs : 3 819 Arbitrage : Bobby Madden |

| 23 août 2022 | Barrow AFC (4)                      | 2 - 2 1 - 3 t. a. b. | Lincoln City (3)                 |                                                                               |                                                                               |
| 20h45        | Moyo 13e · Whitfield 87e            | (1 - 1)              | 8e Scully · 90+2e Garrick        | Holker Street, Barrow-in-Furness Spectateurs : 3 011 Arbitrage : Simon Mather | Holker Street, Barrow-in-Furness Spectateurs : 3 011 Arbitrage : Simon Mather |
| 20h45        | Rapport                             |                      |                                  | Holker Street, Barrow-in-Furness Spectateurs : 3 011 Arbitrage : Simon Mather | Holker Street, Barrow-in-Furness Spectateurs : 3 011 Arbitrage : Simon Mather |
| 20h45        | Whitfield · Gordon · Brough · Gotts | Tirs au but 1 - 3    | Scully · Sanders · Oakley-Boothe | Holker Street, Barrow-in-Furness Spectateurs : 3 011 Arbitrage : Simon Mather | Holker Street, Barrow-in-Furness Spectateurs : 3 011 Arbitrage : Simon Mather |

| 23 août 2022 | Bolton Wanderers (3) | 1 - 4   | Aston Villa (1)                                             |                                                                                       |                                                                                       |
| 20h45        | Charles 24e          | (1 - 1) | 36e Douglas Luiz · 63e (pen.) Ings · 66e Digne · 87e Bailey | University of Bolton Stadium, Horwich Spectateurs : 20 064 Arbitrage : Andrew Kitchen | University of Bolton Stadium, Horwich Spectateurs : 20 064 Arbitrage : Andrew Kitchen |
| 20h45        | Rapport              |         |                                                             | University of Bolton Stadium, Horwich Spectateurs : 20 064 Arbitrage : Andrew Kitchen | University of Bolton Stadium, Horwich Spectateurs : 20 064 Arbitrage : Andrew Kitchen |

| 23 août 2022 | Bradford City (4) | 1 - 2   | Blackburn Rovers (2)     |                                                                    |                                                                    |
| 20h45        | Cook 18e          | (1 - 2) | 31e Dack · 39e Markanday | Valley Parade, Bradford Spectateurs : 7 821 Arbitrage : Ross Joyce | Valley Parade, Bradford Spectateurs : 7 821 Arbitrage : Ross Joyce |
| 20h45        | Rapport           |         |                          | Valley Parade, Bradford Spectateurs : 7 821 Arbitrage : Ross Joyce | Valley Parade, Bradford Spectateurs : 7 821 Arbitrage : Ross Joyce |

| 23 août 2022 | Derby County (3) | 1 - 0   | West Bromwich Albion (3) |                                                                          |                                                                          |
| 20h45        | Sibley 15e       | (1 - 0) |                          | Pride Park Stadium, Derby Spectateurs : 10 638 Arbitrage : Robert Madley | Pride Park Stadium, Derby Spectateurs : 10 638 Arbitrage : Robert Madley |
| 20h45        | Rapport          |         |                          | Pride Park Stadium, Derby Spectateurs : 10 638 Arbitrage : Robert Madley | Pride Park Stadium, Derby Spectateurs : 10 638 Arbitrage : Robert Madley |

| 23 août 2022 | Grimsby Town (4) | 0 - 3   | Nottingham Forest (1)        |                                                                       |                                                                       |
| 20h45        |                  | (0 - 2) | 18e Yates · 35e 77e Surridge | Field Mill, Mansfield Spectateurs : 8 418 Arbitrage : Seb Stockbridge | Field Mill, Mansfield Spectateurs : 8 418 Arbitrage : Seb Stockbridge |
| 20h45        | Rapport          |         |                              | Field Mill, Mansfield Spectateurs : 8 418 Arbitrage : Seb Stockbridge | Field Mill, Mansfield Spectateurs : 8 418 Arbitrage : Seb Stockbridge |

| 23 août 2022 | Rotherham United (2) | 0 - 1   | Morecambe FC (3) |                                                                          |                                                                          |
| 20h45        |                      | (0 - 0) | 72e Gnahoua      | New York Stadium, Rotherham Spectateurs : 2 808 Arbitrage : Peter Wright | New York Stadium, Rotherham Spectateurs : 2 808 Arbitrage : Peter Wright |
| 20h45        | Rapport              |         |                  | New York Stadium, Rotherham Spectateurs : 2 808 Arbitrage : Peter Wright | New York Stadium, Rotherham Spectateurs : 2 808 Arbitrage : Peter Wright |

| 23 août 2022 | Stockport County (3)                     | 0 - 0 1 - 3 t. a. b. | Leicester City (1)                                    |                                                                       |                                                                       |
| 20h45        |                                          | (0 - 0)              |                                                       | Edgeley Park, Edgeley Spectateurs : 10 301 Arbitrage : Samuel Barrott | Edgeley Park, Edgeley Spectateurs : 10 301 Arbitrage : Samuel Barrott |
| 20h45        | Rapport                                  |                      |                                                       | Edgeley Park, Edgeley Spectateurs : 10 301 Arbitrage : Samuel Barrott | Edgeley Park, Edgeley Spectateurs : 10 301 Arbitrage : Samuel Barrott |
| 20h45        | Sarcevic · Quigley · Croasdale · Wootton | Tirs au but 1 - 3    | Tielemans · Maddison · Barnes · Pérez · Dewsbury-Hall | Edgeley Park, Edgeley Spectateurs : 10 301 Arbitrage : Samuel Barrott | Edgeley Park, Edgeley Spectateurs : 10 301 Arbitrage : Samuel Barrott |

| 23 août 2022 | Wolverhampton Wanderers (1) | 2 - 1   | Preston North End (2) |                                                                                 |                                                                                 |
| 20h45        | Jiménez 8e · Traoré 29e     | (2 - 0) | 48e Woodburn          | Molineux Stadium, Wolverhampton Spectateurs : 21 946 Arbitrage : Thomas Bramall | Molineux Stadium, Wolverhampton Spectateurs : 21 946 Arbitrage : Thomas Bramall |
| 20h45        | Rapport                     |         |                       | Molineux Stadium, Wolverhampton Spectateurs : 21 946 Arbitrage : Thomas Bramall | Molineux Stadium, Wolverhampton Spectateurs : 21 946 Arbitrage : Thomas Bramall |

| 24 août 2022 | Leeds United (1)                      | 3 - 1   | Barnsley FC (3) |                                                                   |                                                                   |
| 20h45        | Sinisterra 21e · Klich 32e (pen.) 56e | (2 - 1) | 35e Andersen    | Elland Road, Beeston Spectateurs : 35 472 Arbitrage : John Brooks | Elland Road, Beeston Spectateurs : 35 472 Arbitrage : John Brooks |
| 20h45        | Rapport                               |         |                 | Elland Road, Beeston Spectateurs : 35 472 Arbitrage : John Brooks | Elland Road, Beeston Spectateurs : 35 472 Arbitrage : John Brooks |

| 24 août 2022 | Tranmere Rovers (4) | 1 - 2   | Newcastle United (1)     |                                                                             |                                                                             |
| 20h45        | Nevitt 21e          | (1 - 1) | 40e Lascelles · 52e Wood | Prenton Park, Birkenhead Spectateurs : 10 961 Arbitrage : Anthony Backhouse | Prenton Park, Birkenhead Spectateurs : 10 961 Arbitrage : Anthony Backhouse |
| 20h45        | Rapport             |         |                          | Prenton Park, Birkenhead Spectateurs : 10 961 Arbitrage : Anthony Backhouse | Prenton Park, Birkenhead Spectateurs : 10 961 Arbitrage : Anthony Backhouse |

#### Section sud
| 23 août 2022 | Walsall FC (4) | 0 - 1   | Charlton Athletic (3) |                                                                     |                                                                     |
| 20h00        |                | (0 - 0) | 57e Jaiyesimi         | Bescot Stadium, Walsall Spectateurs : 2 954 Arbitrage : Ollie Yates | Bescot Stadium, Walsall Spectateurs : 2 954 Arbitrage : Ollie Yates |
| 20h00        | Rapport        |         |                       | Bescot Stadium, Walsall Spectateurs : 2 954 Arbitrage : Ollie Yates | Bescot Stadium, Walsall Spectateurs : 2 954 Arbitrage : Ollie Yates |

| 23 août 2022 | Cambridge United (3) | 0 - 3   | Southampton FC (1)          |                                                                     |                                                                     |
| 20h45        |                      | (0 - 1) | 16e 55e Adams · 88e Ballard | Abbey Stadium, Cambridge Spectateurs : 6 733 Arbitrage : David Rock | Abbey Stadium, Cambridge Spectateurs : 6 733 Arbitrage : David Rock |
| 20h45        | Rapport              |         |                             | Abbey Stadium, Cambridge Spectateurs : 6 733 Arbitrage : David Rock | Abbey Stadium, Cambridge Spectateurs : 6 733 Arbitrage : David Rock |

| 23 août 2022 | Colchester United (4) | 0 - 2   | Brentford FC (1)                  |                                                                                          |                                                                                          |
| 20h45        |                       | (0 - 1) | 39e Lewis-Potter · 90+1e Sørensen | Colchester Community Stadium, Colchester Spectateurs : 5 516 Arbitrage : James Linington | Colchester Community Stadium, Colchester Spectateurs : 5 516 Arbitrage : James Linington |
| 20h45        | Rapport               |         |                                   | Colchester Community Stadium, Colchester Spectateurs : 5 516 Arbitrage : James Linington | Colchester Community Stadium, Colchester Spectateurs : 5 516 Arbitrage : James Linington |

| 23 août 2022 | Crawley Town (4)           | 2 - 0   | Fulham FC (1) |                                                                        |                                                                        |
| 20h45        | Nichols 16e · Balagizi 49e | (1 - 0) |               | Broadfield Stadium, Crawley Spectateurs : 5 577 Arbitrage : Lee Swabey | Broadfield Stadium, Crawley Spectateurs : 5 577 Arbitrage : Lee Swabey |
| 20h45        | Rapport                    |         |               | Broadfield Stadium, Crawley Spectateurs : 5 577 Arbitrage : Lee Swabey | Broadfield Stadium, Crawley Spectateurs : 5 577 Arbitrage : Lee Swabey |

| 23 août 2022 | Gillingham FC (4)                                    | 0 - 0 6 - 5 t. a. b. | Exeter City (3)                               |                                                                            |                                                                            |
| 20h45        |                                                      | (0 - 0)              |                                               | Priestfield Stadium, Gillingham Spectateurs : 2 127 Arbitrage : Carl Brook | Priestfield Stadium, Gillingham Spectateurs : 2 127 Arbitrage : Carl Brook |
| 20h45        | Rapport                                              |                      |                                               | Priestfield Stadium, Gillingham Spectateurs : 2 127 Arbitrage : Carl Brook | Priestfield Stadium, Gillingham Spectateurs : 2 127 Arbitrage : Carl Brook |
| 20h45        | Lee · Mandron · Wright · Reeves · Adelakun · Tutonda | Tirs au but 6 - 5    | Brown · Cox · Caprice · Collins · Coley · Key | Priestfield Stadium, Gillingham Spectateurs : 2 127 Arbitrage : Carl Brook | Priestfield Stadium, Gillingham Spectateurs : 2 127 Arbitrage : Carl Brook |

| 23 août 2022 | Newport County (4)                 | 3 - 2   | Portsmouth FC (3) |                                                                   |                                                                   |
| 20h45        | Evans 14e · Wildig 49e · White 74e | (1 - 2) | 9e 25e Curtis     | Rodney Parade, Newport Spectateurs : 3 866 Arbitrage : John Busby | Rodney Parade, Newport Spectateurs : 3 866 Arbitrage : John Busby |
| 20h45        | Rapport                            |         |                   | Rodney Parade, Newport Spectateurs : 3 866 Arbitrage : John Busby | Rodney Parade, Newport Spectateurs : 3 866 Arbitrage : John Busby |

| 23 août 2022 | Norwich City (2)                | 2 - 2 3 - 5 t. a. b. | AFC Bournemouth (1)                            |                                                                         |                                                                         |
| 20h45        | Hugill 22e · Idah 83e           | (1 - 1)              | 43e Marcondes · 90+2e Genesini                 | Carrow Road, Norwich Spectateurs : 20 647 Arbitrage : Michael Salisbury | Carrow Road, Norwich Spectateurs : 20 647 Arbitrage : Michael Salisbury |
| 20h45        | Rapport                         |                      |                                                | Carrow Road, Norwich Spectateurs : 20 647 Arbitrage : Michael Salisbury | Carrow Road, Norwich Spectateurs : 20 647 Arbitrage : Michael Salisbury |
| 20h45        | Pukki · Cantwell · Gibbs · Idah | Tirs au but 3 - 5    | Marcondes · Cook · Anthony · Saydee · Christie | Carrow Road, Norwich Spectateurs : 20 647 Arbitrage : Michael Salisbury | Carrow Road, Norwich Spectateurs : 20 647 Arbitrage : Michael Salisbury |

| 23 août 2022 | Oxford United (3) | 0 - 2   | Crystal Palace (1)                   |                                                                     |                                                                     |
| 20h45        |                   | (0 - 0) | 71e Édouard · 90e (pen.) Milivojević | Kassam Stadium, Oxford Spectateurs : 9 564 Arbitrage : Peter Bankes | Kassam Stadium, Oxford Spectateurs : 9 564 Arbitrage : Peter Bankes |
| 20h45        | Rapport           |         |                                      | Kassam Stadium, Oxford Spectateurs : 9 564 Arbitrage : Peter Bankes | Kassam Stadium, Oxford Spectateurs : 9 564 Arbitrage : Peter Bankes |

| 23 août 2022 | Stevenage FC (4) | 1 - 0   | Peterborough United (3) |                                                                              |                                                                              |
| 20h45        | Reid 90+3e       | (0 - 0) |                         | Lamex Stadium, Stevenage Spectateurs : 2 292 Arbitrage : Christopher Pollard | Lamex Stadium, Stevenage Spectateurs : 2 292 Arbitrage : Christopher Pollard |
| 20h45        | Rapport          |         |                         | Lamex Stadium, Stevenage Spectateurs : 2 292 Arbitrage : Christopher Pollard | Lamex Stadium, Stevenage Spectateurs : 2 292 Arbitrage : Christopher Pollard |

| 23 août 2022 | Watford FC (2) | 0 - 2   | Milton Keynes Dons (3) |                                                                     |                                                                     |
| 20h45        |                | (0 - 1) | 45e Dennis · 53e Burns | Vicarage Road, Watford Spectateurs : 8 891 Arbitrage : Andy Woolmer | Vicarage Road, Watford Spectateurs : 8 891 Arbitrage : Andy Woolmer |
| 20h45        | Rapport        |         |                        | Vicarage Road, Watford Spectateurs : 8 891 Arbitrage : Andy Woolmer | Vicarage Road, Watford Spectateurs : 8 891 Arbitrage : Andy Woolmer |

| 24 août 2022 | Forest Green Rovers (3) | 0 - 3   | Brighton & Hove Albion (1)                |                                                                       |                                                                       |
| 20h45        |                         | (0 - 2) | 38e Undav · 45+1e Alzate · 90+4e Ferguson | The New Lawn, Nailsworth Spectateurs : 3 812 Arbitrage : Tim Robinson | The New Lawn, Nailsworth Spectateurs : 3 812 Arbitrage : Tim Robinson |
| 20h45        | Rapport                 |         |                                           | The New Lawn, Nailsworth Spectateurs : 3 812 Arbitrage : Tim Robinson | The New Lawn, Nailsworth Spectateurs : 3 812 Arbitrage : Tim Robinson |

| 24 août 2022 | Wycombe Wanderers (3) | 1 - 3   | Bristol City (2)                      |                                                                      |                                                                      |
| 20h45        |                       | (0 - 1) | 7e Kadji · 77e Wilson 90+3e · Semenyo | Adams Park, High Wycombe Spectateurs : 3 116 Arbitrage : Andy Davies | Adams Park, High Wycombe Spectateurs : 3 116 Arbitrage : Andy Davies |
| 20h45        | Rapport               |         |                                       | Adams Park, High Wycombe Spectateurs : 3 116 Arbitrage : Andy Davies | Adams Park, High Wycombe Spectateurs : 3 116 Arbitrage : Andy Davies |

### Troisième tour (1/16 de finale)
| 8 novembre 2022 | Leicester City (1)         | 3 - 0   | Newport County (4) |                                                                            |                                                                            |
| 20h45           | Justin 44e · Vardy 70e 82e | (1 - 0) |                    | King Power Stadium, Leicester Spectateurs : 15 081 Arbitrage : Darren Bond | King Power Stadium, Leicester Spectateurs : 15 081 Arbitrage : Darren Bond |
| 20h45           | Rapport                    |         |                    | King Power Stadium, Leicester Spectateurs : 15 081 Arbitrage : Darren Bond | King Power Stadium, Leicester Spectateurs : 15 081 Arbitrage : Darren Bond |

| 8 novembre 2022 | AFC Bournemouth (1)                                   | 4 - 1   | Everton FC (1) |                                                                      |                                                                      |
| 20h45           | Lowe 7e · Stanislas 47e · Marcondes 78e · Anthony 82e | (1 - 0) | 67e Gray       | Dean Court, Boscombe Spectateurs : 10 021 Arbitrage : Darren England | Dean Court, Boscombe Spectateurs : 10 021 Arbitrage : Darren England |
| 20h45           | Rapport                                               |         |                | Dean Court, Boscombe Spectateurs : 10 021 Arbitrage : Darren England | Dean Court, Boscombe Spectateurs : 10 021 Arbitrage : Darren England |

| 8 novembre 2022 | Burnley FC (2)               | 3 - 1   | Crawley Town (4) |                                                                   |                                                                   |
| 20h45           | Barnes 24e · Zaroury 79e 90e | (1 - 1) | 22e Telford      | Turf Moor, Burnley Spectateurs : 6 329 Arbitrage : Samuel Barrott | Turf Moor, Burnley Spectateurs : 6 329 Arbitrage : Samuel Barrott |
| 20h45           | Rapport                      |         |                  | Turf Moor, Burnley Spectateurs : 6 329 Arbitrage : Samuel Barrott | Turf Moor, Burnley Spectateurs : 6 329 Arbitrage : Samuel Barrott |

| 8 novembre 2022 | Bristol City (2) | 1 - 3   | Lincoln City (3)                    |                                                                          |                                                                          |
| 20h45           | Conway 80e       | (0 - 2) | 6e Virtue · 15e House · 49eO'Connor | Ashton Gate Stadium, Bristol Spectateurs : 7 961 Arbitrage : Sam Allison | Ashton Gate Stadium, Bristol Spectateurs : 7 961 Arbitrage : Sam Allison |
| 20h45           | Rapport          |         |                                     | Ashton Gate Stadium, Bristol Spectateurs : 7 961 Arbitrage : Sam Allison | Ashton Gate Stadium, Bristol Spectateurs : 7 961 Arbitrage : Sam Allison |

| 8 novembre 2022 | Stevenage FC (4)                              | 1 - 1 4 - 5 t. a. b. | Charlton Athletic (3)                               |                                                                    |                                                                    |
| 20h45           | Norris 22e (pen.)                             | (1 - 0)              | 87e Aneke                                           | Lamex Stadium, Stevenage Spectateurs : 3 515 Arbitrage : Tom Nield | Lamex Stadium, Stevenage Spectateurs : 3 515 Arbitrage : Tom Nield |
| 20h45           | Rapport                                       |                      |                                                     | Lamex Stadium, Stevenage Spectateurs : 3 515 Arbitrage : Tom Nield | Lamex Stadium, Stevenage Spectateurs : 3 515 Arbitrage : Tom Nield |
| 20h45           | Rose · Campbell · Sweeney · Bostwick · Taylor | Tirs au but 4 - 5    | Clare · Forster-Caskey · Rak-Sakyi · Aneke · Fraser | Lamex Stadium, Stevenage Spectateurs : 3 515 Arbitrage : Tom Nield | Lamex Stadium, Stevenage Spectateurs : 3 515 Arbitrage : Tom Nield |

| 8 novembre 2022 | Milton Keynes Dons (3)  | 2 - 0   | Morecambe FC (3) |                                                                     |                                                                     |
| 20h45           | O'Hora 18e · Dennis 51e | (1 - 0) |                  | Stadium MK, Milton Keynes Spectateurs : 1 674 Arbitrage : Ben Toner | Stadium MK, Milton Keynes Spectateurs : 1 674 Arbitrage : Ben Toner |
| 20h45           | Rapport                 |         |                  | Stadium MK, Milton Keynes Spectateurs : 1 674 Arbitrage : Ben Toner | Stadium MK, Milton Keynes Spectateurs : 1 674 Arbitrage : Ben Toner |

| 8 novembre 2022 | Brentford FC (1)                                        | 1 - 1 5 - 6 t. a. b. | Gillingham FC (4)                                             |                                                                                      |                                                                                      |
| 21h00           | Toney 3e                                                | (1 - 0)              | 75e Mandron                                                   | Brentford Community Stadium, Brentford Spectateurs : 16 278 Arbitrage : Tim Robinson | Brentford Community Stadium, Brentford Spectateurs : 16 278 Arbitrage : Tim Robinson |
| 21h00           | Rapport                                                 |                      |                                                               | Brentford Community Stadium, Brentford Spectateurs : 16 278 Arbitrage : Tim Robinson | Brentford Community Stadium, Brentford Spectateurs : 16 278 Arbitrage : Tim Robinson |
| 21h00           | Toney · Ghoddos · Dasilva · Mbeumo · Jensen · Damsgaard | Tirs au but 5 - 6    | Mandron · Adelakun · Wright · Alexander · Kashket · MacDonald | Brentford Community Stadium, Brentford Spectateurs : 16 278 Arbitrage : Tim Robinson | Brentford Community Stadium, Brentford Spectateurs : 16 278 Arbitrage : Tim Robinson |

| 9 novembre 2022 | West Ham United (1)                                                                               | 2 - 2 9 - 10 t. a. b. | Blackburn Rovers (2)                                                                             |                                                                           |                                                                           |
| 20h45           | Fornals 38e · Antonio 78e                                                                         | (1 - 1)               | 6e Vale · 88e Brereton                                                                           | Stade de Londres, Londres Spectateurs : 40 534 Arbitrage : Thomas Bramall | Stade de Londres, Londres Spectateurs : 40 534 Arbitrage : Thomas Bramall |
| 20h45           | Rapport                                                                                           |                       |                                                                                                  | Stade de Londres, Londres Spectateurs : 40 534 Arbitrage : Thomas Bramall | Stade de Londres, Londres Spectateurs : 40 534 Arbitrage : Thomas Bramall |
| 20h45           | Benrahma · Bowen · Scamacca · Antonio · Lanzini · Johnson · Cresswell · Downes · Aguerd · Ogbonna | Tirs au but 9 - 10    | Brereton · Hyam · Dolan · Buckley · Szmodics · Edun · Rankin-Costello · Carter · Hirst · Garrett | Stade de Londres, Londres Spectateurs : 40 534 Arbitrage : Thomas Bramall | Stade de Londres, Londres Spectateurs : 40 534 Arbitrage : Thomas Bramall |

| 9 novembre 2022 | Nottingham Forest (1)  | 2 - 0   | Tottenham Hotspur (1) |                                                                           |                                                                           |
| 20h45           | Lodi 50e · Lingard 57e | (0 - 0) |                       | City Ground, West Bridgford Spectateurs : 28 384 Arbitrage : Peter Bankes | City Ground, West Bridgford Spectateurs : 28 384 Arbitrage : Peter Bankes |
| 20h45           | Rapport                |         |                       | City Ground, West Bridgford Spectateurs : 28 384 Arbitrage : Peter Bankes | City Ground, West Bridgford Spectateurs : 28 384 Arbitrage : Peter Bankes |

| 9 novembre 2022 | Newcastle United (1)                                   | 0 - 0 3 - 2 t. a. b. | Crystal Palace (1)                             |                                                                                   |                                                                                   |
| 20h45           |                                                        | (0 - 0)              |                                                | St James' Park, Newcastle upon Tyne Spectateurs : 51 660 Arbitrage : Graham Scott | St James' Park, Newcastle upon Tyne Spectateurs : 51 660 Arbitrage : Graham Scott |
| 20h45           | Rapport                                                |                      |                                                | St James' Park, Newcastle upon Tyne Spectateurs : 51 660 Arbitrage : Graham Scott | St James' Park, Newcastle upon Tyne Spectateurs : 51 660 Arbitrage : Graham Scott |
| 20h45           | Wood · Trippier · Joelinton · Botman · Bruno Guimarães | Tirs au but 3 - 2    | Milivojević · Hughes · Ward · Mateta · Ebiowei | St James' Park, Newcastle upon Tyne Spectateurs : 51 660 Arbitrage : Graham Scott | St James' Park, Newcastle upon Tyne Spectateurs : 51 660 Arbitrage : Graham Scott |

| 9 novembre 2022 | Southampton FC (1)                                                        | 1 - 1 6 - 5 t. a. b. | Sheffield Wednesday (3)                             |                                                        |                                                        |
| 20h45           | Ward-Prowse 45+2e                                                         | (1 - 1)              | 24e Windass                                         | St Mary's Stadium, Southampton Arbitrage : John Brooks | St Mary's Stadium, Southampton Arbitrage : John Brooks |
| 20h45           | Rapport                                                                   |                      |                                                     | St Mary's Stadium, Southampton Arbitrage : John Brooks | St Mary's Stadium, Southampton Arbitrage : John Brooks |
| 20h45           | Ward-Prowse · Elyounoussi · Diallo · Maitland-Niles · Armstrong · Walcott | Tirs au but 6 - 5    | Smith · Bannan · Johnson · Vaulks · Gregory · Iorfa | St Mary's Stadium, Southampton Arbitrage : John Brooks | St Mary's Stadium, Southampton Arbitrage : John Brooks |

| 9 novembre 2022 | Arsenal FC (1) | 1 - 3   | Brighton & Hove Albion (1)                  |                                                                           |                                                                           |
| 20h45           | Nketiah 20e    | (1 - 1) | 27e (pen.) Welbeck · 58e Mitoma 71e Lamptey | Emirates Stadium, Londres Spectateurs : 59 233 Arbitrage : Jarred Gillett | Emirates Stadium, Londres Spectateurs : 59 233 Arbitrage : Jarred Gillett |
| 20h45           | Rapport        |         |                                             | Emirates Stadium, Londres Spectateurs : 59 233 Arbitrage : Jarred Gillett | Emirates Stadium, Londres Spectateurs : 59 233 Arbitrage : Jarred Gillett |

| 9 novembre 2022 | Wolverhampton Wanderers (1) | 1 - 0   | Leeds United (1) |                                                                         |                                                                         |
| 20h45           | Traoré 85e                  | (0 - 0) |                  | Molineux, Wolverhampton Spectateurs : 24 246 Arbitrage : Andre Marriner | Molineux, Wolverhampton Spectateurs : 24 246 Arbitrage : Andre Marriner |
| 20h45           | Rapport                     |         |                  | Molineux, Wolverhampton Spectateurs : 24 246 Arbitrage : Andre Marriner | Molineux, Wolverhampton Spectateurs : 24 246 Arbitrage : Andre Marriner |

| 9 novembre 2022 | Liverpool FC (1)                                          | 0 - 0 3 - 2 t. a. b. | Derby County (3)                                   |                                                                     |                                                                     |
| 21h00           |                                                           | (0 - 0)              |                                                    | Anfield, Liverpool Spectateurs : 52 608 Arbitrage : Tony Harrington | Anfield, Liverpool Spectateurs : 52 608 Arbitrage : Tony Harrington |
| 21h00           | Rapport                                                   |                      |                                                    | Anfield, Liverpool Spectateurs : 52 608 Arbitrage : Tony Harrington | Anfield, Liverpool Spectateurs : 52 608 Arbitrage : Tony Harrington |
| 21h00           | Bajcetic · Oxlade-Chamberlain · Firmino · Núñez · Elliott | Tirs au but 3 - 2    | McGoldrick · Hourihane · Forsyth · Sibley · Dobbin | Anfield, Liverpool Spectateurs : 52 608 Arbitrage : Tony Harrington | Anfield, Liverpool Spectateurs : 52 608 Arbitrage : Tony Harrington |

| 9 novembre 2022 | Manchester City (1)      | 2 - 0   | Chelsea FC (1) |                                                     |                                                     |
| 21h00           | Mahrez 53e · Álvarez 58e | (0 - 0) |                | Etihad Stadium, Manchester Arbitrage : Simon Hooper | Etihad Stadium, Manchester Arbitrage : Simon Hooper |
| 21h00           | Rapport                  |         |                | Etihad Stadium, Manchester Arbitrage : Simon Hooper | Etihad Stadium, Manchester Arbitrage : Simon Hooper |

| 10 novembre 2022 | Manchester United (1)                                        | 4 - 2   | Aston Villa (1)               |                                                                       |                                                                       |
| 21h00            | Martial 49e · Rashford 67e · Fernandes 78e · McTominay 90+1e | (0 - 0) | 48e Watkins · 61e (csc) Dalot | Old Trafford, Manchester Spectateurs : 72 512 Arbitrage : David Coote | Old Trafford, Manchester Spectateurs : 72 512 Arbitrage : David Coote |
| 21h00            | Rapport                                                      |         |                               | Old Trafford, Manchester Spectateurs : 72 512 Arbitrage : David Coote | Old Trafford, Manchester Spectateurs : 72 512 Arbitrage : David Coote |

### Quatrième tour (1/8 de finale)
| 20 décembre 2022 | Wolverhampton Wanderers (1)                   | 2 - 0   | Gillingham FC (4) |                                                                                    |                                                                                    |
| 20h45            | Jiménez 77e (pen.) · ( Hwang) Aït-Nouri 90+1e | (0 - 0) |                   | Molineux Stadium, Wolverhampton Spectateurs : 26 943 Arbitrage : Michael Salisbury | Molineux Stadium, Wolverhampton Spectateurs : 26 943 Arbitrage : Michael Salisbury |
| 20h45            | Rapport                                       |         |                   | Molineux Stadium, Wolverhampton Spectateurs : 26 943 Arbitrage : Michael Salisbury | Molineux Stadium, Wolverhampton Spectateurs : 26 943 Arbitrage : Michael Salisbury |

| 20 décembre 2022 | Southampton FC (1)           | 2 - 1   | Lincoln City (3) |                                                                                |                                                                                |
| 20h45            | ( Elyounoussi) Adams 25e 74e | (1 - 1) | 2e (csc) Bazunu  | St Mary's Stadium, Southampton Spectateurs : 17 385 Arbitrage : Jarred Gillett | St Mary's Stadium, Southampton Spectateurs : 17 385 Arbitrage : Jarred Gillett |
| 20h45            | Rapport                      |         |                  | St Mary's Stadium, Southampton Spectateurs : 17 385 Arbitrage : Jarred Gillett | St Mary's Stadium, Southampton Spectateurs : 17 385 Arbitrage : Jarred Gillett |

| 20 décembre 2022 | Milton Keynes Dons (3) | 0 - 3   | Leicester City (1)                                          |                                                                           |                                                                           |
| 20h45            |                        | (0 - 2) | 18e Tielemans · 29e Pérez ( Thomas) · 50e Vardy ( Castagne) | Stadium MK, Milton Keynes Spectateurs : 15 495 Arbitrage : Andre Marriner | Stadium MK, Milton Keynes Spectateurs : 15 495 Arbitrage : Andre Marriner |
| 20h45            | Rapport                |         |                                                             | Stadium MK, Milton Keynes Spectateurs : 15 495 Arbitrage : Andre Marriner | Stadium MK, Milton Keynes Spectateurs : 15 495 Arbitrage : Andre Marriner |

| 20 décembre 2022 | Newcastle United (1) | 1 - 0   | AFC Bournemouth (1) |                                                                                  |                                                                                  |
| 20h45            | Smith 67e (csc)      | (0 - 0) |                     | St James' Park, Newcastle upon Tyne Spectateurs : 51 579 Arbitrage : John Brooks | St James' Park, Newcastle upon Tyne Spectateurs : 51 579 Arbitrage : John Brooks |
| 20h45            | Rapport              |         |                     | St James' Park, Newcastle upon Tyne Spectateurs : 51 579 Arbitrage : John Brooks | St James' Park, Newcastle upon Tyne Spectateurs : 51 579 Arbitrage : John Brooks |

| 21 décembre 2022 | Blackburn Rovers (2)   | 1 - 4   | Nottingham Forest (1)                                                                 |                                                                     |                                                                     |
| 20h45            | ( Wharton) Wharton 44e | (1 - 1) | 13e (pen.) Johnson · 53e Lingard · 79e Awoniyi ( Lingard) · 90+2e Johnson ( Surridge) | Ewood Park, Blackburn Spectateurs : 15 138 Arbitrage : Robert Jones | Ewood Park, Blackburn Spectateurs : 15 138 Arbitrage : Robert Jones |
| 20h45            | Rapport                |         |                                                                                       | Ewood Park, Blackburn Spectateurs : 15 138 Arbitrage : Robert Jones | Ewood Park, Blackburn Spectateurs : 15 138 Arbitrage : Robert Jones |

| 21 décembre 2022 | Charlton Athletic (3)                                                                  | 0 - 0 4 - 3 t. a. b. | Brighton & Hove Albion (1)                                    |                                                                     |                                                                     |
| 20h45            |                                                                                        | (0 - 0)              |                                                               | The Valley, Londres Spectateurs : 17 464 Arbitrage : Thomas Bramall | The Valley, Londres Spectateurs : 17 464 Arbitrage : Thomas Bramall |
| 20h45            | Rapport                                                                                |                      |                                                               | The Valley, Londres Spectateurs : 17 464 Arbitrage : Thomas Bramall | The Valley, Londres Spectateurs : 17 464 Arbitrage : Thomas Bramall |
| 20h45            | Stockley · Forster-Caskey · Dobson · Rak-Sakyi · Blackett-Taylor · Sessegnon · Lavelle | Tirs au but 4 - 3    | Groß · Trossard · Ferguson · Dunk · March · Lamptey · Caicedo | The Valley, Londres Spectateurs : 17 464 Arbitrage : Thomas Bramall | The Valley, Londres Spectateurs : 17 464 Arbitrage : Thomas Bramall |

| 21 décembre 2022 | Manchester United (1)                     | 2 - 0   | Burnley FC (2) |                                                                        |                                                                        |
| 21h00            | ( Wan-Bissaka) Eriksen 27e · Rashford 57e | (1 - 0) |                | Old Trafford, Manchester Spectateurs : 62 062 Arbitrage : Graham Scott | Old Trafford, Manchester Spectateurs : 62 062 Arbitrage : Graham Scott |
| 21h00            | Rapport                                   |         |                | Old Trafford, Manchester Spectateurs : 62 062 Arbitrage : Graham Scott | Old Trafford, Manchester Spectateurs : 62 062 Arbitrage : Graham Scott |

| 22 décembre 2022 | Manchester City (1)                                                   | 3 - 2   | Liverpool FC (1)                            |                                                                         |                                                                         |
| 21h00            | ( De Bruyne) Haaland 10e · ( Rodri) Mahrez 47e · ( De Bruyne) Aké 58e | (1 - 1) | 20e Carvalho ( Milner) · 48e Salah ( Núñez) | Etihad Stadium, Manchester Spectateurs : 47 149 Arbitrage : David Coote | Etihad Stadium, Manchester Spectateurs : 47 149 Arbitrage : David Coote |
| 21h00            | Rapport                                                               |         |                                             | Etihad Stadium, Manchester Spectateurs : 47 149 Arbitrage : David Coote | Etihad Stadium, Manchester Spectateurs : 47 149 Arbitrage : David Coote |

### Cinquième tour (1/4 de finale)
| 10 janvier 2023 | Manchester United (1)                                                       | 3 - 0   | Charlton Athletic (3) |                                                                          |                                                                          |
| 21h00           | ( Fred) Antony 21e · ( Pellistri) Rashford 90e · ( Casemiro) Rashford 90+4e | (1 - 0) |                       | Old Trafford, Manchester Spectateurs : 74 345 Arbitrage : Jarred Gillett | Old Trafford, Manchester Spectateurs : 74 345 Arbitrage : Jarred Gillett |
| 21h00           | Rapport                                                                     |         |                       | Old Trafford, Manchester Spectateurs : 74 345 Arbitrage : Jarred Gillett | Old Trafford, Manchester Spectateurs : 74 345 Arbitrage : Jarred Gillett |

| 10 janvier 2023 | Newcastle United (1)                             | 2 - 0   | Leicester City (1) |                                                                                     |                                                                                     |
| 21h00           | ( Joelinton) Burn 60e · ( Almirón) Joelinton 72e | (0 - 0) |                    | St James' Park, Newcastle upon Tyne Spectateurs : 52 009 Arbitrage : Darren England | St James' Park, Newcastle upon Tyne Spectateurs : 52 009 Arbitrage : Darren England |
| 21h00           | Rapport                                          |         |                    | St James' Park, Newcastle upon Tyne Spectateurs : 52 009 Arbitrage : Darren England | St James' Park, Newcastle upon Tyne Spectateurs : 52 009 Arbitrage : Darren England |

| 11 janvier 2023 | Nottingham Forest (1)                                | 1 - 1 4 - 3 t. a. b. | Wolverhampton Wanderers (1)             |                                                                       |                                                                       |
| 20h45           | Boly 18e                                             | (1 - 0)              | 64e Jiménez ( Cunha)                    | City Ground, Nottingham Spectateurs : 28 656 Arbitrage : Graham Scott | City Ground, Nottingham Spectateurs : 28 656 Arbitrage : Graham Scott |
| 20h45           | Rapport                                              |                      |                                         | City Ground, Nottingham Spectateurs : 28 656 Arbitrage : Graham Scott | City Ground, Nottingham Spectateurs : 28 656 Arbitrage : Graham Scott |
| 20h45           | Surridge · Freuler · Worrall · Gibbs-White · Colback | Tirs au but 4 - 3    | Neves · Podence · Nunes · Cunha · Hodge | City Ground, Nottingham Spectateurs : 28 656 Arbitrage : Graham Scott | City Ground, Nottingham Spectateurs : 28 656 Arbitrage : Graham Scott |

| 11 janvier 2023 | Southampton FC (1)                        | 2 - 0   | Manchester City (1) |                                                                              |                                                                              |
| 21h00           | ( Lyanco) Mara 23e · ( Lavia) Djenepo 28e | (2 - 0) |                     | St Mary's Stadium, Southampton Spectateurs : 22 996 Arbitrage : Peter Bankes | St Mary's Stadium, Southampton Spectateurs : 22 996 Arbitrage : Peter Bankes |
| 21h00           | Rapport                                   |         |                     | St Mary's Stadium, Southampton Spectateurs : 22 996 Arbitrage : Peter Bankes | St Mary's Stadium, Southampton Spectateurs : 22 996 Arbitrage : Peter Bankes |

### Demi-finales

#### Aller
| 24 janvier 2023 | Southampton FC (1) | 0 - 1   | Newcastle United (1)  |                                                                                |                                                                                |
| 21h00           |                    | (0 - 0) | 74e Joelinton ( Isak) | St Mary's Stadium, Southampton Spectateurs : 30 090 Arbitrage : Stuart Attwell | St Mary's Stadium, Southampton Spectateurs : 30 090 Arbitrage : Stuart Attwell |
| 21h00           | Rapport            |         |                       | St Mary's Stadium, Southampton Spectateurs : 30 090 Arbitrage : Stuart Attwell | St Mary's Stadium, Southampton Spectateurs : 30 090 Arbitrage : Stuart Attwell |

| 25 janvier 2023 | Nottingham Forest (1) | 0 - 3   | Manchester United (1)                                            |                                                                         |                                                                         |
| 21h00           |                       | (0 - 2) | 6e Rashford ( Casemiro) · 45e Weghorst · 89e Fernandes ( Elanga) | City Ground, Nottingham Spectateurs : 29 325 Arbitrage : Michael Oliver | City Ground, Nottingham Spectateurs : 29 325 Arbitrage : Michael Oliver |
| 21h00           | Rapport               |         |                                                                  | City Ground, Nottingham Spectateurs : 29 325 Arbitrage : Michael Oliver | City Ground, Nottingham Spectateurs : 29 325 Arbitrage : Michael Oliver |

#### Retour
| 31 janvier 2023 | Newcastle United (1)                   | 2 - 1   | Southampton FC (1) |                                                                                   |                                                                                   |
| 21h00           | ( Trippier) ( Almirón) Trippier 5e 21e | (2 - 1) | 29e Adams          | St James' Park, Newcastle upon Tyne Spectateurs : 51 975 Arbitrage : Paul Tierney | St James' Park, Newcastle upon Tyne Spectateurs : 51 975 Arbitrage : Paul Tierney |
| 21h00           | Rapport                                |         |                    | St James' Park, Newcastle upon Tyne Spectateurs : 51 975 Arbitrage : Paul Tierney | St James' Park, Newcastle upon Tyne Spectateurs : 51 975 Arbitrage : Paul Tierney |

| 1er février 2023 | Manchester United (1)                          | 2 - 0   | Nottingham Forest (1) |                                                                        |                                                                        |
| 21h00            | ( Rashford) Martial 73e · ( Rashford) Fred 76e | (0 - 0) |                       | Old Trafford, Manchester Spectateurs : 72 315 Arbitrage : Peter Bankes | Old Trafford, Manchester Spectateurs : 72 315 Arbitrage : Peter Bankes |
| 21h00            | Rapport                                        |         |                       | Old Trafford, Manchester Spectateurs : 72 315 Arbitrage : Peter Bankes | Old Trafford, Manchester Spectateurs : 72 315 Arbitrage : Peter Bankes |

### Finale
| Manchester ·  |                    |     |
| Titulaires :  |                    |     |
|               |                    |     |
| 01            | David de Gea       |     |
| 20            | Diogo Dalot        | 46e |
| 19            | Raphaël Varane     |     |
| 06            | Lisandro Martínez  |     |
| 23            | Luke Shaw          |     |
| 17            | Fred               | 69e |
| 18            | Casemiro           |     |
| 21            | Antony             | 83e |
| 08            | Bruno Fernandes    |     |
| 10            | Marcus Rashford    | 88e |
| 27            | Wout Weghorst      | 70e |
|               |                    |     |
| Remplaçants : |                    |     |
| 22            | Tom Heaton         |     |
| 02            | Victor Lindelöf    |     |
| 05            | Harry Maguire      | 88e |
| 12            | Tyrell Malacia     |     |
| 15            | Marcel Sabitzer    | 69e |
| 25            | Jadon Sancho       | 83e |
| 29            | Aaron Wan-Bissaka  | 46e |
| 39            | Scott McTominay    | 70e |
| 49            | Alejandro Garnacho |     |
|               |                    |     |
| Entraîneur :  |                    |     |
| Erik ten Hag  |                    |     |

| Newcastle ·   |                     |     |
| Titulaires :  |                     |     |
|               |                     |     |
| 18            | Loris Karius        |     |
| 02            | Kieran Trippier     |     |
| 05            | Fabian Schär        |     |
| 04            | Sven Botman         |     |
| 33            | Dan Burn            |     |
| 36            | Sean Longstaff      | 46e |
| 39            | Bruno Guimarães     | 79e |
| 07            | Joelinton           |     |
| 24            | Miguel Almirón      |     |
| 09            | Callum Wilson       |     |
| 10            | Allan Saint-Maximin | 78e |
|               |                     |     |
| Remplaçants : |                     |     |
| 29            | Mark Gillespie      |     |
| 06            | Jamaal Lascelles    |     |
| 11            | Matt Ritchie        |     |
| 13            | Matt Targett        |     |
| 14            | Alexander Isak      | 46e |
| 19            | Javier Manquillo    |     |
| 23            | Jacob Murphy        | 78e |
| 28            | Joe Willock         | 79e |
| 32            | Elliot Anderson     |     |
|               |                     |     |
| Entraîneur :  |                     |     |
| Eddie Howe    |                     |     |

| Manchester ·  |                    |     |
| Titulaires :  |                    |     |
|               |                    |     |
| 01            | David de Gea       |     |
| 20            | Diogo Dalot        | 46e |
| 19            | Raphaël Varane     |     |
| 06            | Lisandro Martínez  |     |
| 23            | Luke Shaw          |     |
| 17            | Fred               | 69e |
| 18            | Casemiro           |     |
| 21            | Antony             | 83e |
| 08            | Bruno Fernandes    |     |
| 10            | Marcus Rashford    | 88e |
| 27            | Wout Weghorst      | 70e |
|               |                    |     |
| Remplaçants : |                    |     |
| 22            | Tom Heaton         |     |
| 02            | Victor Lindelöf    |     |
| 05            | Harry Maguire      | 88e |
| 12            | Tyrell Malacia     |     |
| 15            | Marcel Sabitzer    | 69e |
| 25            | Jadon Sancho       | 83e |
| 29            | Aaron Wan-Bissaka  | 46e |
| 39            | Scott McTominay    | 70e |
| 49            | Alejandro Garnacho |     |
|               |                    |     |
| Entraîneur :  |                    |     |
| Erik ten Hag  |                    |     |

| Newcastle ·   |                     |     |
| Titulaires :  |                     |     |
|               |                     |     |
| 18            | Loris Karius        |     |
| 02            | Kieran Trippier     |     |
| 05            | Fabian Schär        |     |
| 04            | Sven Botman         |     |
| 33            | Dan Burn            |     |
| 36            | Sean Longstaff      | 46e |
| 39            | Bruno Guimarães     | 79e |
| 07            | Joelinton           |     |
| 24            | Miguel Almirón      |     |
| 09            | Callum Wilson       |     |
| 10            | Allan Saint-Maximin | 78e |
|               |                     |     |
| Remplaçants : |                     |     |
| 29            | Mark Gillespie      |     |
| 06            | Jamaal Lascelles    |     |
| 11            | Matt Ritchie        |     |
| 13            | Matt Targett        |     |
| 14            | Alexander Isak      | 46e |
| 19            | Javier Manquillo    |     |
| 23            | Jacob Murphy        | 78e |
| 28            | Joe Willock         | 79e |
| 32            | Elliot Anderson     |     |
|               |                     |     |
| Entraîneur :  |                     |     |
| Eddie Howe    |                     |     |

## Nombre d'équipes par division et par tour
| Divisions / Manches                      | Premier tour (35 rencontres) | Deuxième tour (24 rencontres) | 3e tour (1/16 de finale) (16 rencontres) | 4e tour (1/8 de finale) (8 rencontres) | 5e tour (1/4 de finale) (4 rencontres) | Demi-finales (4 rencontres) | Finale (1 rencontres) | Vainqueur     |
| ---------------------------------------- | ---------------------------- | ----------------------------- | ---------------------------------------- | -------------------------------------- | -------------------------------------- | --------------------------- | --------------------- | ------------- |
| Premier League (clubs européens) 7 clubs | Exempté                      | Exempté                       | 7                                        | 3                                      | 2                                      | 1                           | 1                     | 1             |
| Premier League (non-européens) 13 clubs  | Exempté                      | 12                            | 12                                       | 7                                      | 5                                      | 3                           | 1                     | Aucune équipe |
| Championship 24 clubs                    | 22                           | 7                             | 3                                        | 2                                      | Aucune équipe                          | Aucune équipe               | Aucune équipe         | Aucune équipe |
| League One 24 clubs                      | 24                           | 18                            | 6                                        | 3                                      | 1                                      | Aucune équipe               | Aucune équipe         | Aucune équipe |
| League Two 24 clubs                      | 24                           | 11                            | 4                                        | 1                                      | Aucune équipe                          | Aucune équipe               | Aucune équipe         | Aucune équipe |
| Total                                    | 70                           | 48                            | 32                                       | 16                                     | 8                                      | 4                           | 2                     | 1             |